# Ямаура-Мару
Ямаура-Мару (Yamaura Maru) — транспортне судно, яке під час Другої світової війни взяло участь у операціях японських збройних сил у Індонезії, на сході Тимору та на Соломонових островах.

## Передвоєнна історія
Судно спорудили в 1938 році на верфі Uraga Dock на замовлення компанії Yamashita Kisen.
8 листопада 1941-го судно реквізували для потреб Імперської армії Японії. Є дані, що Ямаура-Мару отримало озброєння із двох 120-мм гармат, та трьох кулеметів — одного 12-мм та двох 7,7-мм.

## Вторгнення до Нідерландської Ост-Індії та Тимору
12 січня 1942-го Ямаура-Мару разом з чотирма іншими транспортами вийшли з Гонконгу, мавши на борту підрозділи 38-ї піхотної дивізії (передусім з 228-го піхотного полку). 29 січня ці та шість інших суден перебували біля островів Бангка неподалік від північно-східного завершення Целебесу. Звідси вони Того ж дня воно та ще 10 транспортів вирушили на південь у складі сил вторгнення на Амбон (Молуккські острови). В ніч 31 січня з них здійснили висадку десанту, котрий до 3 лютого повністю оволодів островом.
17 лютого Ямаура-Мару та ще 4 судна вийшли з Амбону, щоб здійснити висадку в належній Португалії східній частині острова Тимор. Невдовзі після опівночі 20 лютого почалась висадка, і вже до середини дня японці захопили аеродром і місто Ділі. 24—25 лютого Ямаура-Мару перейшло з Ділі до Купангу в західній, нідерландській, частині Тимору (на той час Купанг також уже перебував під контролем японців).

## Участь у битві за Гуадалканал
2 жовтня 1942-го судно прибуло до Рабаулу — головної передової бази японців у архіпелазі Бісмарка, з якої провадились операції на Соломонових островах та сході Нової Гвінеї. На той час уже два місяці йшла важка битва за Гуадалканал і в регіон прибували численні японські конвої з військами та озброєнням. Втім, спершу судно задіяли на західному напрямку і 3 жовтня під охороною двох сторожових кораблів воно вийшло у рейс до Буни на півострові Папуа, куди прибуло 4 жовтня. 
У листопаді Ямаура-Мару вирішили залучити до наймасштабнішої операції з доставки підкріплень на Гуадалканал і перевели його до якірної стоянки Шортленд — прикритої групою невеликих островів Шортленд акваторії біля південного завершення острова Бугенвіль, де зазвичай відстоювались легкі бойові кораблі та перевалювались вантажі для подальшої відправки на схід Соломонових островів.
12 листопада судна з військами полишили Шортленд, проте невдовзі повернулись на тлі повідомлень про жорстоку битву надводних кораблів біля району висадки. У другій половині дня 13 листопада 11 транспортів, розділених на два ешелони, знову рушили з району Шортленд до Гуадалканалу. Ямаура-Мару належав до більш повільного другого ешелону, що мав висадити доправлених вояків у Аруліго-Пойнт біля мису Есперанс. Транспорти супроводжували 11 есмінців, а повітряне прикриття надавали літаки базової авіації та гідролітаки з бази в Шортленді.
Судна завершували прохід між островами Нова Джорджія та Санта-Ісабель і наближались до Гуадалканалу, коли невдовзі після опівдня 14 листопада почались потужні удари американської авіації. До кінця дня були потоплені шість транспортів, ще один зазнав пошкоджень і повернув до Шортленду. Приблизно опівночі 4 транспорти, що лишились, стали на якір західніше від Гуадалканалу, перечікуючи шквал та очікуючи, чим завершиться нова битва надводних кораблів. Невдовзі вони дістали наказ рушати вперед і викинутись на берег острова. Ямаура-Мару вдалося зробити це біля Тенаро, між устям річки Умазані на заході та Doma Cove на сході (інші три судна викинулись на узбережжя у Аруліго-Пойнт та Тассафаронзі, на захід та схід від Ямаура-Мару). Вранці літаки з аеродрому Гендерсон-Філд та польова артилерія почали завдавати ударів по району перебування транспортів, пізніше до них приєднався й есмінець USS Meade, який наблизився та вів вогонь із гармат головного калібру протягом години. Як наслідок, хоча військовослужбовців і вдалось висадити, проте виявилась втраченою основна частина боєприпасів та продовольства (всього ж за підсумками операції японці втратили не тільки всі 11 транспортів, але й обидва залучені лінійні кораблі).
Після війни залишки Ямаура-Мару переважно вивезли як брухт.